# Altdorf (Inden)

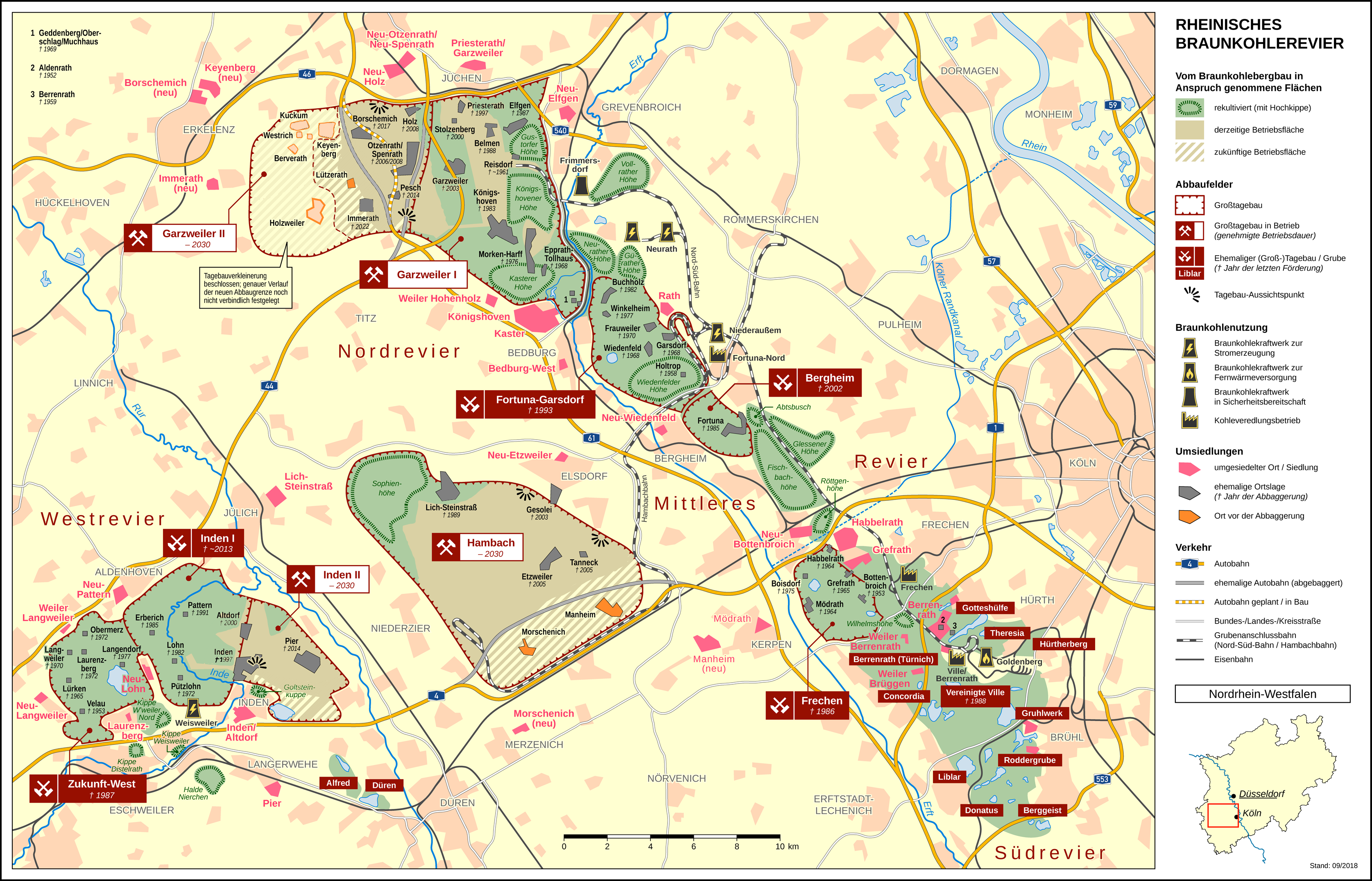
Lage des ehemaligen Ortes Altdorf im Rheinischen Braunkohlerevier

Altdorf war ein Ortsteil der Gemeinde Inden im Kreis Düren in Nordrhein-Westfalen.

## Lage
Altdorf lag an der Inde, die am 2. September 2005 in ein neues Flussbett verlegt wurde. Durch Altdorf verlief die Landesstraße L 241 von Weisweiler nach Jülich zwischen Kirchberg und dem Hauptort Inden.

## Allgemeines
Der Ort gehörte bis zum 31. Dezember 1971 als selbständige Gemeinde zum Kreis Jülich, ab 1972 als Ortsteil der Gemeinde Inden zum neugegliederten Kreis Düren. Ab den 1990er Jahren fiel er nach und nach dem Tagebau Inden zum Opfer. Wegen der Abbaggerung des Ortes ist als neue Ortschaft für die umgesiedelten Einwohner Inden/Altdorf entstanden. Die Straßennamen „Alter Markt“, „Brockengasse“, „Gronental“, „Im Schlehental“, „Löwenstraße“ und „Pumpengasse“ sind Altdorfer Straßennamen, die in Inden/Altdorf wiederverwendet wurden.
Die Umsiedlung dauerte etwa 15 Jahre. Die ersten Einwohner siedelten im Jahr 1987 um und die letzten März 2003. Der größte Teil der Umsiedler zog nach Inden/Altdorf, ein kleiner Teil nach Langerwehe/Jüngersdorf.
Die Landwirtschaft siedelte nach Aldenhoven-Weiler Hausen um, vier Bauernhöfe haben sich den Standort gewählt.